# Christoph von Tiedemann
Pour les articles homonymes, voir Tiedemann.
Christoph Willers Marcus Heinrich Tiedemann, von Tiedemann à partir de 1883, (né le 24 septembre 1836 à Schleswig et mort le 20 juillet 1907 à Berlin) est un avocat administratif et homme politique prussien .

## Biographie
Christoph von Tiedemann est le fils de l'arpenteur, propriétaire foncier et homme politique Heinrich Tiedemann (de) (1800-1851) et de son épouse Caroline Amalie Marie Louise Jessen (1812-1887). Il a deux sœurs.
Après avoir obtenu son diplôme d'études secondaires, Tiedemann étudie le droit et l'économie à l'Université Christian-Albert de Kiel. En 1855, il est cofondateur de la Burschenschaft Teutonia zu Kiel. Enrôlé dans le Corps Saxonia Kiel en 1857, il se distingue à deux reprises en tant que senior. En tant qu'inactif, il rejoint l'Université de Leipzig et l'Université Frédéric-Guillaume de Berlin. Après l'examen d'État, il se rend à Segeberg en 1862 comme avocat du duché de Holstein et du duché de Lauenbourg. En 1865, il est nommé chef de la police de la ville de Flensbourg et en 1872, il est nommé administrateur de l'arrondissement de Mettmann dans la province de Rhénanie. En 1878, le chancelier Otto von Bismarck le nomme premier chef de la nouvelle Chancellerie du Reich. Trois ans plus tard, Tiedemann devient président du district de Bromberg en Prusse-Occidentale. Il reste à ce poste jusqu'en 1899 et préconise l'installation de colons dans les régions orientales de l'Empire allemand pour renforcer le caractère germanique.
Il siège à la Chambre des représentants de Prusse pendant 25 ans (1873-1876 et 1882-1903). Le 28 mars 1883, il est élevé à la noblesse prussienne par Guillaume Ier (en tant que roi de Prusse). Membre du Parti du Reich allemand, il est également député du Reichstag de 1898 à 1906,. Christoph von Tiedemann est décédé en 1907 à l'âge de 70 ans à Berlin. Il est enterré le 23 juillet 1907 au cimetière du Souvenir de l'Empereur Guillaume à Charlottenbourg-Westend. Arnold Wahnschaffe participe aux funérailles en tant que représentant du gouvernement du Reich. La tombe de Christoph von Tiedemann n'est pas conservée
Les deux volumes de ses mémoires Aus sieben Jahrzehnten sont publiés en 1905 et 1909. Tiedemann est décédé avant de voir paraître le deuxième volume. Son fils Adolf von Tiedemann (de) est responsable de l'impression.

## Famille
Le 29 septembre 1862, il se marie avec Luise Meyer (née le 11 juin 1836 et morte le 6 mars 1917). Le couple a plusieurs enfants :
- Karoline (Lilli) Amalie Wilhelmine Henriette (née le 15 septembre 1863) mariée le 14 janvier 1885 avec Friedrich (Fritz) Helmuth Bernhard von Maltzahn (née le 17 juin 1846 - 2 avril 1916), conseillère principale du gouvernement
- Adolf Heinrich Karl Ferdinand (de) (né le 24 janvier 1865 - 7 avril 1915) marié le 20 juillet 1892 avec Emma Adolfine Christine Moller (née le 23 octobre 1870 à New York)
- Sinon Pauline (née le 5 juin 1866) marié le 6 mai 1885 avec Kurt Steffens (de) (mort le 23 août 1910)
- Marie Bertha Henriette (née le 15 mars 1869) mariée le 4 mars 1891 avec Felix von Loeper (mort le 28 janvier 1910), capitaine
- Charlotte Amalie Juliane (née le 6 septembre 1870) mariée le 12 novembre 1892 avec Maximilian Laur von Münchhofen (de) (né le 11 juin 1863 à Dresde et mort le 20 février 1936)
- Adelheid Anna Juliane (née le 26 juin 1872), mariée :
  - le 29 juillet 1893 avec Hans Joachim von Winterfeld (de) (mort le 19 novembre 1905)
  - le 5 août 1909 avec Joachim von Winterfeld (mort le 21 octobre 1914 près de Langemark), major
- Hertha Minna Juliane (née le 9 avril 1879) mariée le 20 septembre 1898 avec Gustav Adolf von Halem (de) (né le 20 mars 1870 et mort le 21 novembre 1932), homme politique